# Sam Songo
 Sam Songo fue un escultor de Zimbabue, nacido el año 1929 en Rodesia. 

## Datos biográficos
Samuel Songo fue un artista nacido el 1929 en la entonces Rodesia (actual Zimbabue ), conocido por sus obras que representan la iconografía africana y la vida africana primitiva. 
Songo estaba lisiado y utilizaba una silla de ruedas. Pasó la mayor parte de su vida laboral en la Escuela de la Misión Cyrene y produciendo piezas de arte para Frank McEwen , un británico expatriado que ayudó a establecer y dirigió más tarde La Galería Nacional de Arte de Rodesia· (actualmente Galería Nacional de Zimbabue) . Las obras iniciales de Songo fueron principalmente pinturas y ocasionales esculturas , sin embargo, en los últimos años, trabajó casi exclusivamente a escultura en piedra en las tradiciones clásicas de los Shona.
En 1946, Songo fue el protagonista principal de una película documental británica titulada "Pitaniko, the film of Cyrene" (Pitaniko, la película de Cyrene).
En 1954, Songo apareció en la revista Time en un artículo titulado "Wonderstone Wonders".
Muchas de las obras de Songo se exhibieron en la Galería Nacional de Rhodesia, el Museo de Arte Moderno de Nueva York en 1968, el Museo Rodin en 1971 y Instituto de Arte Contemporáneo de Londres en 1972. Muchas otras fueron vendidas también a colecciones privadas y museos de Inglaterra ".
Filmografía
- 1946, "Pitaniko, the film of Cyrene" (Pitaniko, la película de Cyrene).,[5] de Patrick J. Devlieger.